# أسئلة تينبرغن الأربعة
أسئلة تنبرگن الأربعة (بالإنجليزية: Tinbergen's four questions)، سميت نسبتا إلى نيكولاس تنبرگن، و هي مجموعة تفسيرات للسلوك. و تقترح أن فهم شمولي للسلوك يتطلب تحليل داني و نهائي. ويتطلب أيضا فهم تاريخ الورائة العرقي (الفيلوجيني) والتطور، و عمل الآليات الحالية.

## أربعة تصنيفات للأسئلة وتفسيراتها
عند سؤال عن أهمية النظر عن الإنسان والحيوانات، فإنه حتى طلاب المرحلة الأساسية يعرفون أن الرؤية مهمة للبحث عن الطعام وتجنب الخطر (تفسير تكيفي). علماء الاحياء عندهم ثلاث تفسيرات أخرى: النظر تكون نتيجة لسلسلة من خطوات التطور (الفيلوجيني)، إليه عمل العين (سببي)، عملية تطور الفرد (أنتوجيني).